# Le Dialecte de la tribu
Vous lisez un « bon article » labellisé en 2021.
Le Dialecte de la tribu est une nouvelle humoristique de neuf pages de Harry Mathews (1930 - 2017), un écrivain américain francophone, proche de Georges Perec et entré à l'Oulipo en 1973.
Elle porte sur le pagolak, dialecte fictif d'une tribu montagnarde tout aussi fictive du centre de la Nouvelle-Guinée, prétendument étudié dans les années 1920 par le linguiste australien Ernest Botherby (Perth, 1869 - Adélaïde, 1944). Cette langue aurait la caractéristique d'être intelligible des tribus voisines sans qu'elles comprennent le sens des termes employés. De fait, les dictionnaires se révèlent inappropriés à la compréhension de ce phénomène, de même que les tentatives d'explication, de telle sorte que le narrateur se trouve réduit, à l'instar du Dr Botherby, à effectuer lui-même ce processus, en pagolak. L'envahissement progressif d'un discours prétendument scientifique par un autre, incompréhensible, en pagolak, produit un effet comique tout en questionnant le processus de la traduction, tant au plan du caractère performatif du résultat que de l'intraduisibilité de l'original.
La publication originale en anglais, en 1980, a été précédée par celle de la traduction française d'un premier état plus long de la nouvelle, comportant plusieurs détails qui renvoient explicitement à la relation de l'auteur avec Perec, ensuite supprimés dans la version définitive. Mathews reprend par ailleurs seize ans plus tard, dans Oulipo et traduction : Le cas du Maltais persévérant, le personnage du Dr Botherby pour le compte-rendu d'une autre découverte ethnolinguistique de ce dernier, celle des Ohos, dont la langue se réduit aux trois mots « Rouge égale mal » et des Ouhas, qui ne peuvent dire eux aussi qu'une seule phrase, « Ici pas là ». La tentative de rendre compte aux Ohos de la langue des Ouhas conduit Botherby à se rendre compte qu'une langue ne dit que ce qu'elle peut dire. Cette variante fait référence à un chapitre de La Vie mode d'emploi de Perec, l'histoire de l'anthropologue autrichien Appenzzell et plus particulièrement ses considérations sur la pauvreté de vocabulaire alléguée des Kubus de Sumatra.
Les deux versions du Dialecte de la tribu et Oulipo et traduction : Le cas du Maltais persévérant forment un réseau intertextuel de fictions unies par le thème commun de la question de la traduction et par le personnage de Botherby, renvoyant au texte sous-jacent de Perec sur Appenzzell, à la relation entre Mathews et Perec et à leur pratique commune de l'écriture et de la traduction.
Cette nouvelle, qui a attiré l'attention de plusieurs spécialistes de la traduction, a été mise en rapport avec diverses thèses de la philosophie analytique sur les enjeux de la traduction. Elle résonne également avec les travaux précurseurs de l'anthropologue Bronisław Malinowski, issus de son travail sur le terrain en Nouvelle-Guinée. Elle illustre enfin la conception élargie de la traduction au sein de l'Oulipo, qui en fait un cas particulier d'écriture sous contrainte.

## Intertextualité
La nouvelle est publiée en anglais en 1980 et traduite en français en 1991. La traduction française d'un premier état du texte, resté inédit en anglais, a toutefois été publiée en 1979, cette première version différant sensiblement du texte définitif. Le sujet de la nouvelle, les difficultés de la traduction, fait également l'objet d'un troisième texte publié ultérieurement, où intervient le même personnage, le Dr Botherby, et qui forme un ensemble avec les deux premiers. Enfin, l'ensemble de ces trois textes renvoie, sous forme d'hommage, à un texte antérieur de Georges Perec.

### Les deux versions françaises de la nouvelle

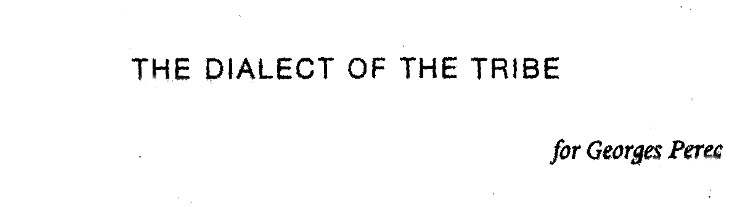
Titre et dédicace de la première publication en volume (1980).

Le Dialecte de la tribu est publié en anglais en 1980 dans la revue américaine SubStance sous le titre « The Dialect of the Tribe », puis inclus la même année, avec une dédicace à Georges Perec, dans le recueil Country Cooking and Other Stories. La traduction française de ce recueil, publiée en 1991 sous le titre de Cuisine de pays, inclut une traduction par Martin Winckler de la seconde version de la nouvelle, avec pour titre « Le Dialecte de la tribu ».
Le titre anglais, The Dialect of the Tribe, est tiré d'un passage du poème Little Gidding de T. S. Eliot, « Since our concern was speech, and speech impelled us / To purify the dialect of the tribe », où l'expression « to purify the dialect of the tribe » est la traduction d'un vers de Mallarmé dans Le Tombeau d'Edgar Poe, « donner un sens plus pur aux mots de la tribu »,. Le choix de ce titre, qui renvoie également à la traduction de Poe par Baudelaire, signale au lecteur l'importance, dans la nouvelle, du thème de la traduction.
La première publication en langue anglaise a été précédée — non sans rapport avec les enjeux de théorie de la traduction soulevés par le texte — par la publication en 1979 d'une traduction française due à Marie Chaix, dans un numéro de la revue L'Arc consacré à Georges Perec. Il s'agit d'un premier état de la nouvelle, plus long que la version définitive, avec pour titre « Abanika, traditore ? », par référence à l'expression italienne traduttore, traditore. Martin Winckler, le traducteur de la seconde version publiée par les Éditions P.O.L en 1991, raconte qu'il s'agit de la première traduction qui lui a été confiée par Paul Otchakovsky-Laurens, « à titre d'essai », et ajoute que le texte avait précédemment été traduit par Georges Perec lui-même. Comme le précise Dennis Duncan, la traduction publiée par L'Arc est bien de Marie Chaix, comportant in fine en pagolak, la langue papoue sur laquelle porte la nouvelle, la précision « Nalaman : Chaixan Marianu », le terme pagolak nalaman désignant la traduction ou plus exactement « le résultat final de la transformation [traductive] ».
La version de 1979, plus longue, multiplie les références explicites à Perec. Elle se présente sous la forme d'une lettre adressée à « Mon cher Perec » (« Pereca Georgean » en pagolak) et signée « Mathewsu Harryan », mentionne la traduction par Mathews du texte autobiographique de Perec Les Gnocchis de l'automne, par référence homophonique au précepte grec « gnothi seauton », et fait référence au texte sur Roussel écrit à quatre mains par Perec et Mathews, avec le commentaire : « Bien que le texte de Nouvelle-Guinée n'ait rien à voir avec lui, notre pervers Raymond eut certainement été intrigué par le pagolak. » Toutes ces mentions évoquant une dimension personnelle sont retirées de la seconde version qui, outre la dédicace (présente seulement dans la version anglaise), se limite à ne faire référence qu'à une participation du narrateur à un Festchrift (mélanges) en l'honneur du destinataire, cette précision servant à étayer le caractère censément scientifique du texte.

### LeDrBotherby
Le Dialecte de la tribu, tout comme sa première version, Abanika, traditore ?, porte sur la découverte par le narrateur, grâce à Miss Maxine Moon, la bibliothécaire de la Fitchwinder University, d'un article du Dr Botherby sur le langage d'une tribu isolée de Nouvelle-Guinée, le pagolak.
La nouvelle ne donne toutefois que très peu de précisions sur l'auteur allégué de la découverte du pagolak, se limitant à indiquer « un certain Ernest Botherby (qu'il soit béni !) », qualifié de « docteur ». Le nom de Botherby est probablement un clin d’œil à Bartlebooth, le personnage de La Vie mode d'emploi, qui renvoie lui-même au Bartleby d'Herman Melville et au Barnabooth de Valery Larbaud, mais aussi au Dr Brodie de Borges, qui partage avec Gulliver la rencontre des Yahoos. La nationalité australienne de Botherby renvoie, de son côté, par une homophonie particulièrement marquée en anglais où les mots Australia (Australie) et Austria (Autriche) sont très proches, au personnage de Marcel Appenzzell, un anthropologue autrichien dans La Vie mode d'emploi, dont il partage le jeune âge, l'attirance pour les explorations solitaires et la filiation (implicite chez Mathews) avec les travaux de Bronisław Malinowski.
Outre la référence allitérative à l'Autriche natale d'Appenzzell, le choix d'une nationalité australienne pour Botherby contribue à créer un effet de réalité pseudo-scientifique, les études ethnolinguistiques en Nouvelle-Guinée ayant pour une large part été le fait de scientifiques australiens. Elles se sont en effet développées après la mise en place du mandat australien sur la Nouvelle-Guinée et surtout après la Seconde Guerre mondiale, celles de l'entre-deux-guerres ayant plutôt été strictement ethnographiques, menées par des anthropologues sans formation linguistique et n'ayant produit par conséquent que des observations  « naïves et de peu de valeur [scientifique] ». Le premier travail rigoureux sur les langues du bassin du Sepik, la région prétendument explorée par Botherby, a été entrepris par l'ethnolinguiste australien Donald Laycock dans les années 1959-1960. Ce dernier souligne au demeurant, dans un article publié en 1961, l'importance de la distinction entre langue et dialecte dans le contexte linguistique de la région. Il considère qu'il faut réserver le terme de dialecte aux variantes d'une langue qui n'excluent pas la possibilité de communication entre leurs locuteurs, mais qu'il ne doit être employé ni pour une langue orale dépourvue de littérature écrite, ni pour une langue locale qui diffère de la langue officielle.
Mathews ajoute quelques précisions sur Ernest Botherby dans un autre texte publié en 1997 et traduit en français en 2013, Oulipo et traduction : Le cas du Maltais persévérant. On y apprend que né à Perth en 1869 et mort à Adélaïde en 1944, Ernest Botherby est « le savant qui fonda l'école australienne d'ethnolinguistique », dont « les peuplades de Nouvelle-Guinée » sont « un des sujets favoris » et qui « atteignit la notoriété à la fin des années 1920, après la publication de plusieurs articles » sur le pagolak. Spécialiste des peuplades de Nouvelle-Guinée et particulièrement intéressé par celles ayant fui tout contact avec leurs voisins, il entreprend dès l'âge de vingt-quatre ans des recherches anthropologiques en s'appuyant sur les travaux de Nikolaï Mikloukho-Maklaï, l'un des premiers explorateurs de la Nouvelle-Guinée, de Samuel Macfarlane qui explore le fleuve Fly et de Friedrich Hermann Otto Finsch qui explore le Sepik.
| - Mikloukho-Maklaï vers 1875. - Samuel Macfarlane vers 1880. - Otto Finsch vers 1885. |

### Ohos et Ouhas

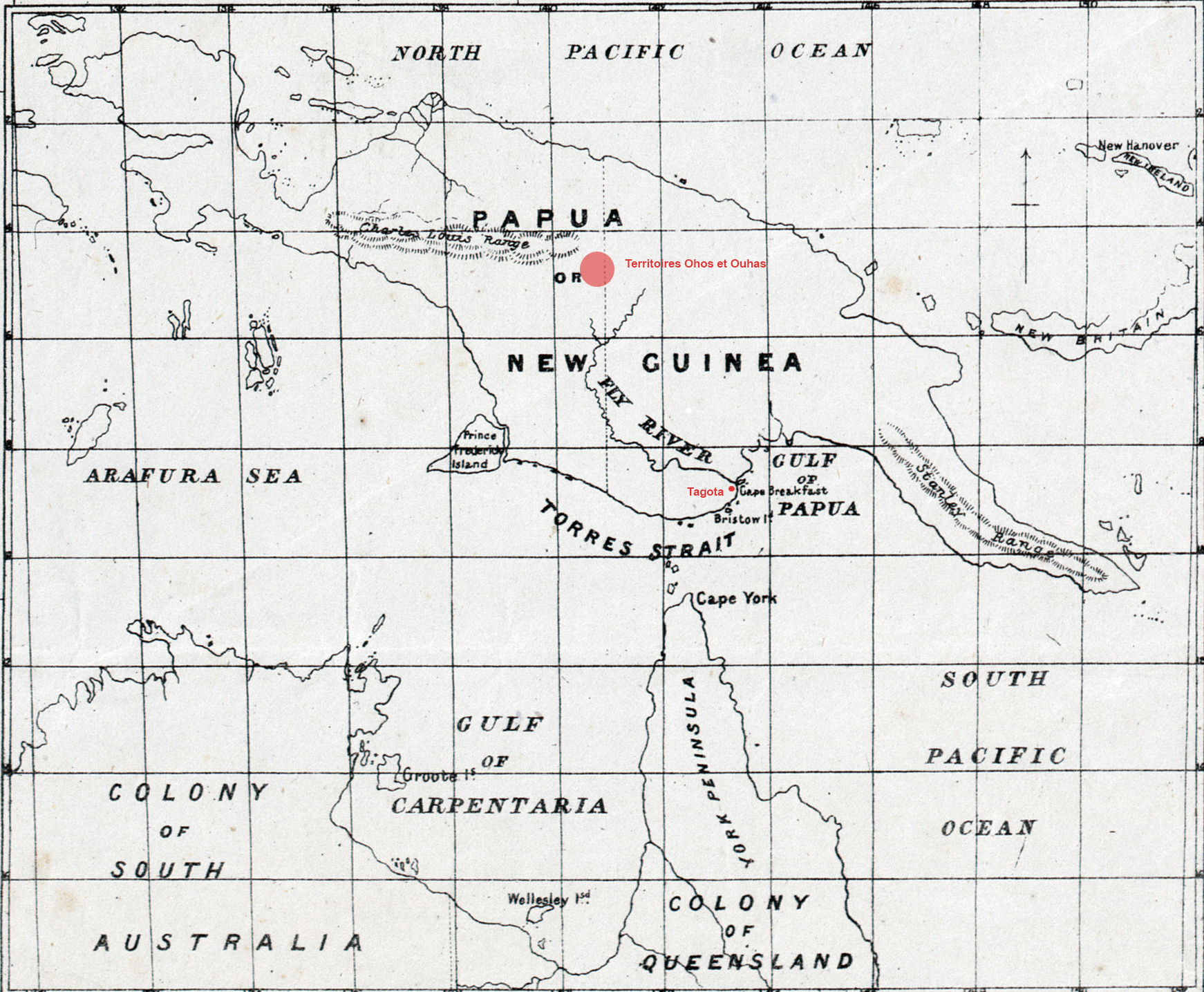
Implantation supposée des Ohos et des Ouhas sur la base de la carte du fleuve Fly dressée en 1876 par Luigi Maria D'Albertis.

La première exploration de Botherby, rapportée dans Le Cas du Maltais persévérant, se situe dans la région de la cordillère centrale de Nouvelle-Guinée, aux alentours de la source du fleuve Fly. Mathews donne des précisions inspirées des relations de voyage de la fin du XIXe siècle, telle celle de Samuel Macfarlane,: 

« Partant de Tagota à l'embouchure de la Fly, Botherby remonta le fleuve [sur] plus de 500 miles [...] pour finalement aborder la région inexplorée qu'il recherchait, un ensemble de vallées situées — pour employer la toponymie de l'époque — entre la Kaiserin Augusta, les massifs Victor-Emmanuel et la continuation de la chaîne Musgrave. »

Il s'agit de la région la plus complexe sur le plan linguistique de la Nouvelle-Guinée (elle-même considérée comme la région du monde la plus variée sur ce plan, puisqu'on y dénombre près de 1 000 langues présentant souvent « une énorme variation et de nombreuses propriétés inhabituelles ») où l'on compte encore aujourd'hui une centaine de langues papoues, d'une grande hétérogénéité. Dans une vallée montagneuse, Botherby découvre une tribu archaïque de « quelques centaines d'individus, menant une existence paisible dans des conditions d'extrême simplicité ». Il les nomme les Ohos. Leur langue se réduit à trois mots et une seule expression : « Rouge égale mal », quand bien même ils pallient la pauvreté de leur vocabulaire en s'exprimant par gestes, notamment pour indiquer à Botherby des directions ou pour lui exprimer leur désaccord.
Poursuivant son exploration, Botherby découvre une seconde tribu archaïque, qu'il nomme les Ouhas, dont la langue, tout aussi rudimentaire que celle des Ohos, ne permet, quant à elle, que de faire « invariablement la même déclaration » : « Ici pas là ».
Quelques semaines plus tard, de retour dans la vallée des Ohos et désirant partager avec eux son expérience, il comprend « ce que tout traducteur apprend tôt ou tard, une langue dit ce qu'elle peut dire, et c'est tout ». Il n'a donc d'autre choix que de traduire « Ici pas là » par « Rouge égale mal ». Cette expérience-limite permet à Mathews de « prendre malicieusement le contrepied » de l'affirmation de Jakobson selon lequel « les langues diffèrent essentiellement par ce qu'elles doivent exprimer, et non par ce qu'elles peuvent exprimer ».

### Pagolak

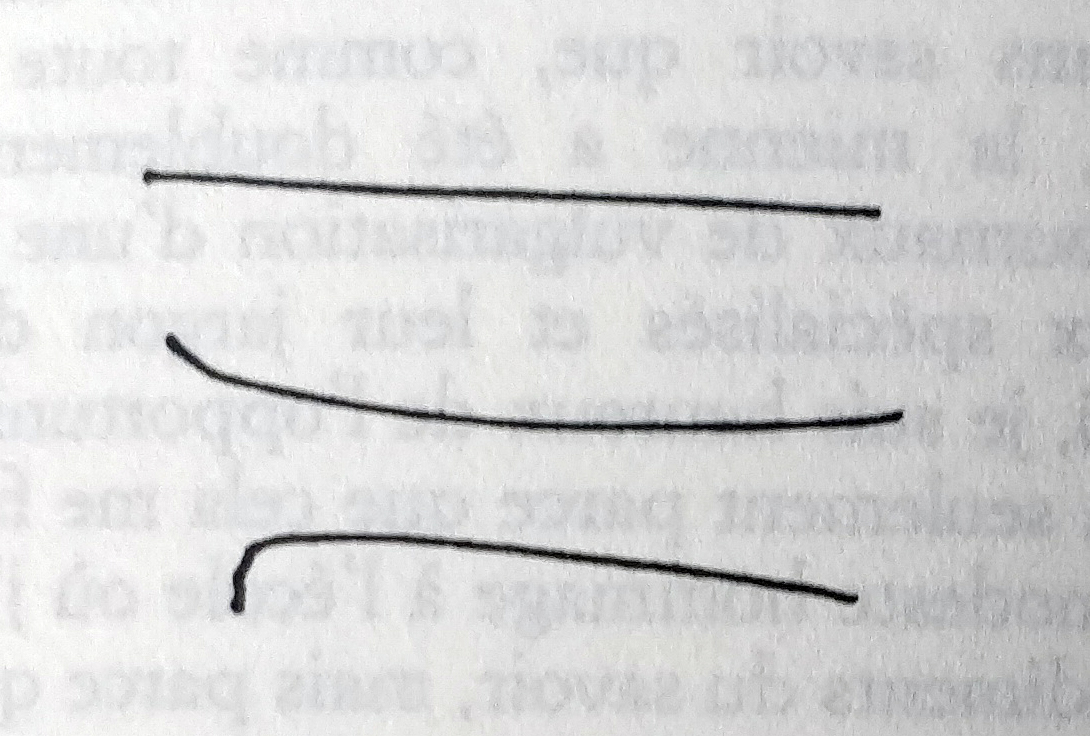
Le narrateur du Dialecte de la tribu poursuit des recherches sur le bactrien. Cette précision renvoie à une autre nouvelle de Mathews, Le Séminaire improvisé (1966), portant sur le déchiffrement des tablettes écrites dans une langue archaïque, le moyen bactrien, dont les lignes sont censées répéter sous différentes formes une affirmation unique, Dieu copule avec l'âme de la Mère,.

Le Dialecte de la tribu, bien que publié antérieurement, porte sur des faits postérieurs à la découverte des Ohos et des Ouhas. Il s'agit cette fois d'une autre tribu de Nouvelle-Guinée, parlant une langue appelée « pagolak ». La nouvelle a la forme d'une lettre dans laquelle l'auteur rend compte de sa découverte de cette langue, après en avoir pris connaissance d'un article scientifique attribué au Dr Botherby et intitulé Kalo gap pagolak, un titre qui signifie « transformation magique du pagolak ». L'article de Botherby porte sur la méthode de la tribu parlant le pagolak pour traduire les expressions de sa propre langue dans celles de ses voisins, une méthode qui donne des traductions « efficaces », « intelligibles et acceptables », tout en cachant « le contenu », le « sens premier » des déclarations originales. Le kalo gap pagolak est plus précisément la transcription d'une déclaration orale de l'abanika, le « chef des chefs-des-mots » ou « Chef des Mots-en-chef » de la tribu, auquel la faculté de traduction n'est toutefois pas réservée puisque tous les membres de la tribu qui parlent pagolak en sont capables. Le narrateur commence par s'étonner que Botherby ne se soit pas donné la peine de traduire les passages en pagolak, puis, au fur et à mesure qu'il se familiarise avec cette langue, se rend compte, par une prise de conscience du même ordre que celle de Botherby traduisant le Ouha en Oho, qu'il ne peut que ne pas traduire.
En effet, bien que le pagolak soit une langue « fort primitive », « rudimentaire », et bien qu'il en existe deux dictionnaires, un anglais et l'autre hollandais, ces dictionnaires, destinés aux commerçants, sont arbitraires, ils ne tiennent compte que de critères mercantiles et ne sont d'aucune utilité pour comprendre la méthode de traduction sur laquelle porte le kalo gap pagolak. Botherby lui-même, tout en fournissant des notes « utiles » voire « très précieuses », n'a « d'autre choix que de laisser intacte la déclaration de l'abanika » et de n'en fournir aucune traduction, une solution que le narrateur finit par appliquer à sa propre lettre.
La déclaration de l'abanika n'est en effet pas constituée de « mots à propos d'un procédé [de traduction] » dont il faudrait exposer le « contenu substantiel » mais des « mots de ce procédé en action » ; elle n'est pas « la description de la méthode, mais la méthode elle-même », ayant pour effet que le narrateur, à la suite du Dr Botherby, se déclare capable de comprendre le kalo gap sans pouvoir le reproduire dans une autre langue. Cette « transformation hermétique » qu'effectue le locuteur du pagolak est appréhendée à travers les termes de namele et de nalaman, qui désignent respectivement les moyens de la transformation et le résultat de celle-ci, le passage de l'un à l'autre donnant lieu à une « subtile redistribution des phonèmes » qui est une « première démonstration » du kalo gap, de la « magie transformatrice » mise en œuvre. La prise de conscience du kalo gap fait l'objet de rites de passage à l'âge adulte ou nanmana, lui-même assimilé par un « jeu de mots magique » à la transformation de la langue (namele) et dont le temps fort est sitokap utu sisi, « réinstaller mots dans (propres) œufs », les jeunes gens sortant de l'enfance « comme des mouettes émergeant d’œufs de poule ».

### Hommage à Perec

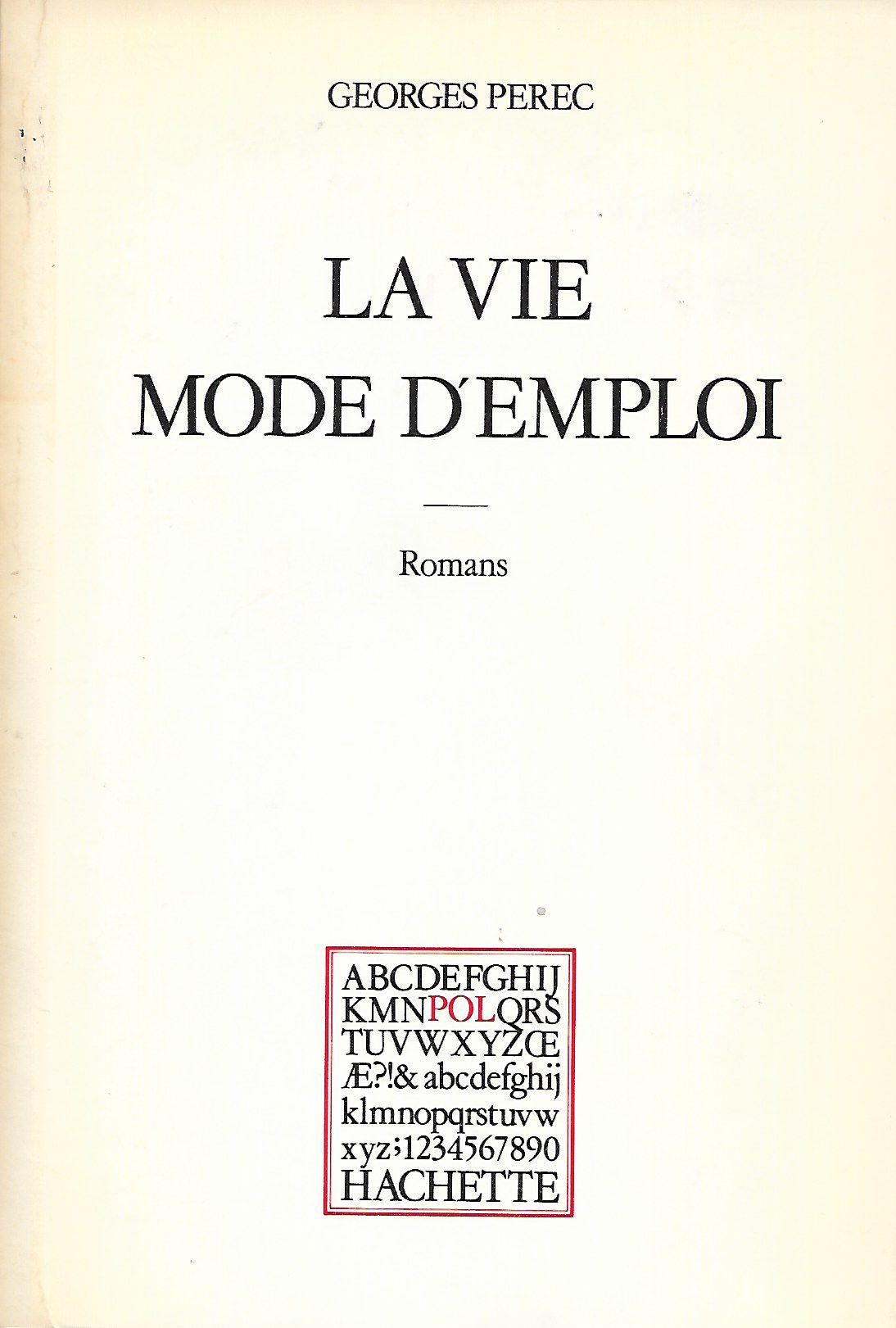
Couverture de l'édition originale de La Vie mode d'emploi (1978).

Comme l'observe Mariacarmela Mancarella, la présence du Dr Botherby dans les deux versions du Dialecte de la tribu puis dans Le Cas du Maltais persévérant font de ce personnage une sorte de fil rouge qui invite à la prise en compte de la transtextualité en manifestant le caractère « d'hypertextes » (le concept d'hypertexte est défini par Gérard Genette comme le statut d'un texte dérivé d'un autre (l'hypotexte) et qui invite à une « lecture relationnelle », une mise en relation des deux textes) du Dialecte de la tribu, d'Abanika, traditore ? et de Oulipo et traduction : Le cas du Maltais persévérant, par rapport à un « hypotexte », La Vie mode d'emploi.
Le Dialecte de la tribu est, dans sa version originale, dédié à Georges Perec. La dédicace à Perec dans l'édition originale du Dialecte de la tribu et les nombreuses références à lui dans la pré-version traduisent non seulement le lien amical entre les deux écrivains, mais aussi l'importance de leur collaboration, au-delà de l'article sur Roussel et Venise. Perec est notamment le traducteur de deux des romans de Mathews, Les Verts Champs de moutarde de l'Afghanistan et Le Naufrage du stade Odradek ; selon Duncan, une scène de Conversions, un roman de Mathews, est reproduite au chapitre 27 de La Vie mode d'emploi, que Mathews traduit à son tour pour une anthologie en langue anglaise. L'inscription du Dialecte de la tribu dans le contexte d'un échange avec Perec est donc le témoignage discret d'une relation privilégiée, qui fait dire à Dominique Julllien que « les relations intertextuelles entre Georges Perec et Harry Mathews [...] mériteraient bien entendu une étude à part entière ». Au demeurant, dans un entretien avec Burhan Tufail, Mathews estime qu'il a peut-être été trop discret et que cette discrétion même a déçu Perec : « Hélas, il ne s'est pas complètement rendu compte qu'il s'agissait d'un hommage à notre relation. Je crois qu'il a été déçu que le rapport avec son œuvre n'ait pas été plus explicite. »
Le personnage du Dr Botherby fait ainsi référence à un chapitre de La Vie mode d'emploi consacré à Appenzzell, un anthropologue autrichien « formé à l'école de Malinowski », parti à 23 ans à Sumatra, à la recherche d'un « peuple fantôme que les Malais appellent les Anadalams, ou encore les Orang-Kubus, ou Kubus ». Appenzzell se rend compte graduellement que les Kubus qu'il voulait observer fuient le contact avec lui et qu'il est même la cause de leur fuite. Au bout de six ans, Appenzzell doit renoncer à son projet et rentrer en Europe, ayant, précise Perec, « pratiquement perdu l’usage de la parole ». Ce chapitre du roman de Perec s'appuie sur un travail antérieur de ce dernier, la rédaction en 1975 d'un commentaire pour le documentaire de Daniel Bertolino, Ahô... au cœur du monde primitif, une œuvre de commande pour la rédaction de laquelle Perec doit, selon son biographe David Bellos, lire et écrire sur des Kubus de Sumatra et des Papous de Nouvelle-Guinée. Le documentaire présente les premiers comme des « spécialistes de l'évitement » de l'homme blanc. Perec commente en 1981 : « Cette histoire m'a profondément ému car elle est exemplaire de la démarche anthropologique : si on veut aller voir les sauvages, ils n'ont, eux, aucune envie d'être observés ! Aussi ai-je décidé d'écrire une fiction là-dessus. »
Mathews, tout en évoquant un contexte proche de celui dans lequel évolue Appenzzell, laisse de côté les problématiques du désir d'exotisme, du souci d'observation directe et d'éloge de la vie primitive, mais se concentre sur un aspect qui ne fait l'objet que d'une notation incidente dans La Vie mode d'emploi, les questions liées au langage et à la traduction.

## Questions de traduction
La problématique de la traduction est manifestement au cœur des textes où intervient le Dr Botherby, à commencer par le Dialecte de la tribu. Le narrateur y évoque dès le premier paragraphe « la question de la traduction en général » et en particulier celle des œuvres de Perec. Il affirme : « la traduction est le modèle, l'archétype de toute écriture ». En outre, la seconde version comporte un ajout par rapport à la première que Mariacarmela Mancarella juge « particulièrement significatif » : 

« Comment traduire un procédé ? Il faudrait non seulement restituer les mots, mais aussi les silences entre eux... autant photographier l'air invisible sous le battement d'ailes en plein vol. Impossible. »

Mancarella y voit une référence à la dernière phrase de La tâche du traducteur de Walter Benjamin : 

« À un degré quelconque, toutes les grandes écritures, mais au plus haut point, l’Écriture sainte, contiennent entre les lignes leur traduction virtuelle. La version intralinéaire du texte sacré est l’archétype ou l’idéal de toute traduction. »

Cet enjeu central est abordé sous un autre angle dans la première version de la nouvelle : 

« Vous et moi sommes bien placés pour savoir à quel point cette [notion de communication d'un contenu substantiel] est fausse et comme la traduction, précisément, est un exemple de « non-communication », un acte qui, justement, chasse l'illusion du contenu substantiel. »

Ces affirmations donnent à penser que l'enjeu du texte est la traduction interlinguale, la traduction d'une langue à l'autre. Emily Apter considère que la nouvelle pointe un des « truismes de la traduction », que quelque chose s'y perd toujours et qu'à moins de « connaître la langue de l’original, la nature exacte de la perte sera toujours impossible à établir, et même si l’on y a accès, il y a toujours un reste d’intraduisibilité incompressible qui fait de toute traduction un monde impossible, un faux régime d’équivalence sémantique et phonique ». Par ailleurs, comme le souligne Alison James, dans le cas de la traduction de l'Ouha en Oho, c'est bien de traduction interlinguale d'une langue à l'autre, qu'il s'agit, Mathews ne semblant être préoccupé que par « l'inévitable transformation du sens dans le passage d'une langue ou d'une culture à l'autre ». De son côté, Dennis Duncan, s'appuyant sur la lecture d'Emily Apter, considère que la fable du pagolak porte sur le même sujet que celle des Ohos et des Ouhas, « l'incommensurabilité » de toute langue et l'impossibilité de la traduire en toute autre langue, « en anglais, en français... ou en moyen bactrien ». Ces aspects donnent à voir dans la nouvelle de Mathews une illustration des thèses de la philosophie analytique sur la traduction, et par suite sur la fonction de langage, sans pour autant qu'il soit certain que le sujet de Mathews soit toujours la traduction d'une langue à l'autre.

### Relation à Quine et Wittgenstein

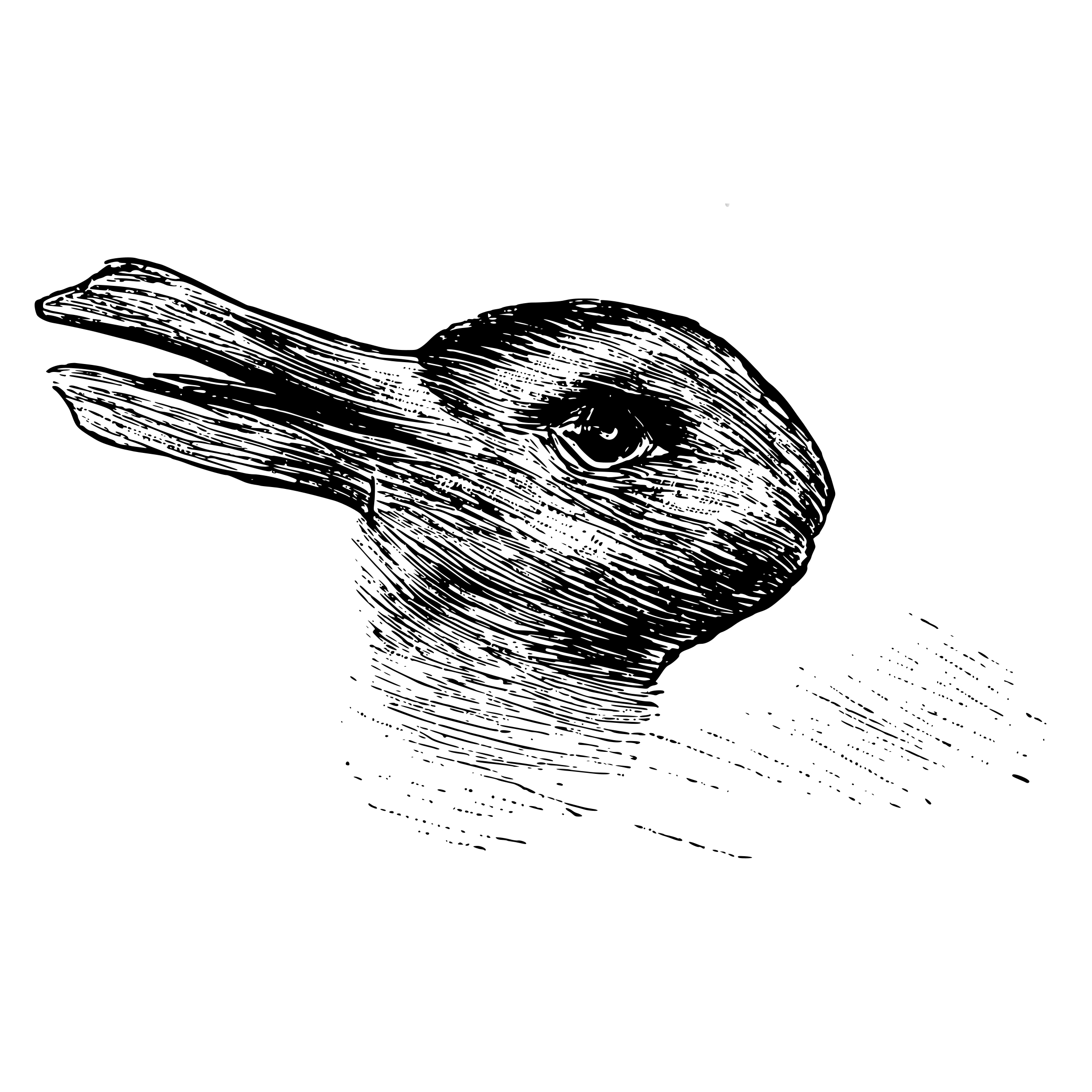
Le lapin est l'animal favori des philosophes analytiques pour appréhender les questions de langage. Quine développe l'expérience de pensée du gavagaï et Ludwig Wittgenstein se demande comment, si on n'a jamais vu de lapin, on peut l'identifier dans le canard-lapin.

Plusieurs auteurs estiment que les expériences du Dr Botherby évoquent ou illustrent les analyses de Quine sur l'indétermination de la traduction,. Quine, dans Le Mot et la Chose, pose la question « comment le linguiste peut-il savoir que sa traduction est vraie ? », mais Mathews y substituerait la question suivante : « que se passe-t-il si le linguiste sait que sa traduction sera toujours fausse ? » Quine développe ses analyses sur cette question par le truchement de ce qu'il appelle l'expérience de pensée de la traduction radicale, illustrée par l'exemple du mot gavagaï proféré par un autochtone dans la jungle lors du surgissement d'un lapin. Le linguiste, cherchant à comprendre ce que veut dire ce mot, finit par l'associer avec l'énoncé observationnel « tiens, un lapin », qu'il peut faire confirmer par un assentiment de son interlocuteur, sans pour autant que le terme perde son inscrutabilité. On ne sait en effet, observe Quine, si « si les objets auxquels le terme s’applique ne sont pas, après tout, autre chose que des lapins, par exemple, de simples phases, de brefs segments temporels de lapins [...] ou bien peut-être encore les objets auxquels « gavagaï » s’applique sont-ils seulement les parties, les morceaux encore non-découpés de ces lapins ». Quine observe que deux dictionnaires indépendants de cette langue indigène pourraient présenter un contenu différent et interchangeable, proposant chacun une traduction que l'autre rejetterait, tout en décrivant le même comportement, ce qui ressemble aux difficultés d'emploi des deux dictionnaires de pagolak. En outre, le constat désabusé du Dr Botherby sur la difficulté de rendre l'affirmation des Ouhas, « Ici pas là » dans la langue des Ohos, qui ne peut dire que « Rouge égale mal » semble faire écho à une remarque de Quine : « Qui essaierait de traduire « les neutrinos manquent de masse » dans une langue de la jungle ? »
Mark Ford et Dennis Duncan suggèrent de leur côté que tant les tentatives de traduction du pagolak et de l'ouha chez Mathews que les notations de Perec à propos des Kubus (voir ci-dessous) font écho aux réflexions de Wittgenstein sur les jeux de langage,,. Perec rapporte une remarque incidente d'Appenzzell à propos de la pauvreté du vocabulaire kubu dont il donne pour exemple la polysémie du terme sinuya : « ces caractéristiques pourraient parfaitement s’appliquer à un menuisier occidental, qui se servant d’instruments aux noms très précis [...] les demanderait à son apprenti en lui disant simplement : « passe-moi le machin ». » Cette allusion, que le contexte du roman n'impose en rien, renvoie pour Ford et Duncan à un passage des Investigations philosophiques où Wittgenstein propose une modélisation de l'« l'intégralité du langage d'une tribu », visant à « dissiper le brouillard en étudiant les phénomènes de langage dans les formes primitives de leur usage qui permettent d'avoir une vue synoptique du but et du fonctionnement des mots ». Ce « langage primitif complet » est constitué de quatre mots servant aux échanges entre un maçon et son apprenti, « bloc », « colonne », « dalle » et « poutre »,, l'injonction du menuisier de Perec faisant écho à celle du maçon de Wittgenstein, « dalle ! » pour « apporte moi la dalle ! ». Pour Duncan, il est « immédiatement apparent » que l'exemple des Ohos et des Ouhas a pour objet de procéder à une « dissipation de brouillard », à une modélisation du type de celle que chercher à effectuer Wittgenstein.

### Relation à Malinowski

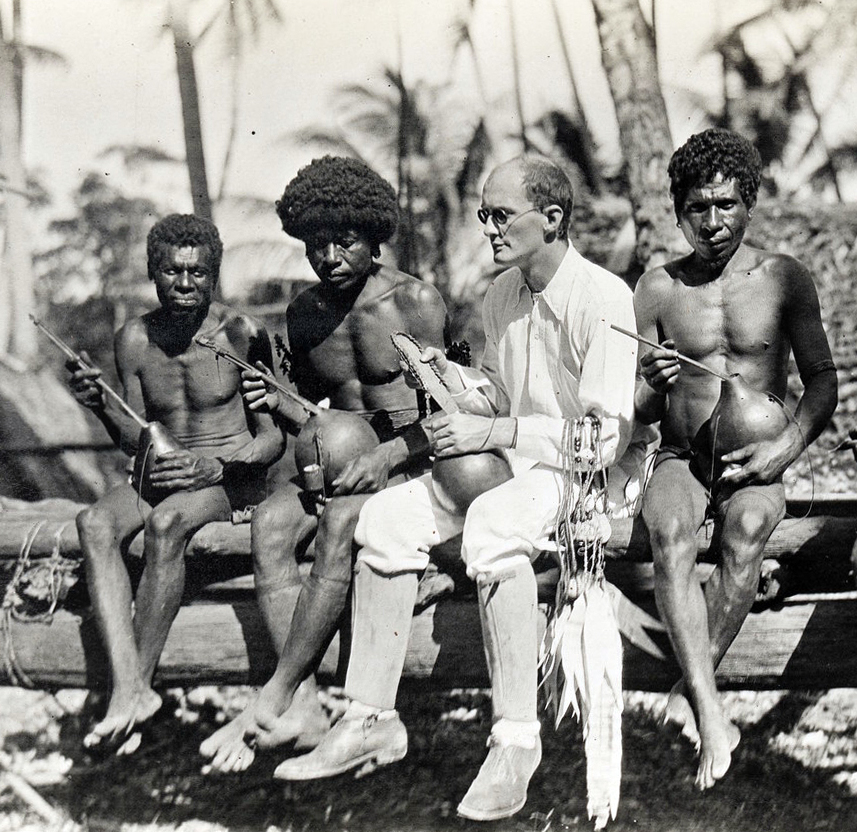
Malinowski en conversation avec des Trobriandais, à l'époque où Botherby est censé s'initier au pagolak et dialoguer avec les Ohos et les Ouhas.

Marcel Appennzzell, le personnage de La Vie mode d'emploi auquel renvoie le Dr Botherby de Mathews, est présenté par Perec comme un élève de Bronisław Malinowski, avec lequel il entretient une correspondance et par l'intermédiaire duquel il est présenté à Marcel Mauss, « qui lui confia à l’Institut d’Ethnologie la responsabilité d’un séminaire sur les modes de vie des Anadalams ». En revanche, les nouvelles de Mathews où intervient le Dr Botherby ne font pas explicitement référence à Malinowski, mais le rapprochement est suggéré par un certain nombre d'indices : la période d'activité scientifique (les années 1920), le terrain (la Nouvelle-Guinée) et les problématiques liées à la traduction que Mathews met au centre des textes où intervient Botherby. En outre, tant les analyses de Quine que celles de Wittgenstein sur le langage, qui conduisent le premier à recourir au modèle du gavagaï et le second à celui du maçon, sont inspirées par ou mises en rapport avec les analyses de Malinowski. Quine se réfère explicitement à ces dernières dans Le Mot et la Chose, et Ernest Gellner souligne la proximité des analyses de Wittgenstein dans les Recherches philosophiques avec la thèse de Malinowski antérieurement publiées dont Wittgenstein aurait pu avoir pris connaissance par l'intermédiaire de Charles Kay Ogden, son traducteur anglais,.
Malinowski donne une formulation générale de son analyse dans Le problème de la signification dans les langues primitives, un texte publié en 1923 en annexe de l'ouvrage The Meaning of Meaning, d'Ogden et Ivor Armstrong Richards, en des termes qui résonnent avec les considérations du Dr Botherby sur l'inutilité des dictionnaires pour l'appréhension du pagolak. Il affirme en effet que les vocabulaires disponibles des langues océaniennes et qui sont, à son époque, principalement rédigés par des missionnaires dans l'intention de faciliter la tâche de leurs successeurs, se limitent à donner la meilleure approximation possible d'un terme local, sans viser, comme le ferait une traduction scientifique, à établir précisément si un mot correspond à une idée dans la langue du lecteur où s'il correspond à une conception tout à fait étrangère. Tel est notamment le cas des croyances, des coutumes, des cérémonies ou des rites magiques, pour lesquels il serait nécessaire de donner un « équivalent imaginaire » et d'en expliciter le sens à travers une explication ethnographique. Malinowski estime en outre que dans ces langues l'utilisation de métaphores, d'abstractions et de généralisations, associée au caractère extrêmement concret de l'expression, rend quasiment impossible toute tentative de traduction simple et directe des mots pris isolément, ce qui l'amène à développer la notion de « communion phatique », de situation où le lien social est créé par l'échange de mots et par conséquent de rôle du langage sur le plan de l'interaction sociale, en soulignant l'importance de la position des mots et du contexte de leur emploi. Ces analyses sont développées dans Les Jardins de corail où il affirme que les mots d'une langue ne sont jamais traduisibles dans une autre et que la difficulté de traduction croît avec les spécificités culturelles : « le sport pour l'Angleterre, la bonne cuisine et les ébats amoureux pour la France ; la sentimentalité et les profondeurs métaphysiques pour l'Allemagne ; la musique, les pâtes et la peinture pour l'Italie ». Il estime par conséquent que « si nous comprenons par « traduire » le fait de trouver des équivalents verbaux entre deux langues, cette tâche est impossible et le proverbe italien Traduttore, traditore dit vrai ». En revanche, une traduction est possible et correcte si l'on entend par là une contextualisation culturelle et plus particulièrement le fait comprendre le sens d'un mot comme le « changement effectif » qu'il apporte à une situation. Or, comme le relève Bertrand Gervais, ces aspects de communication phatique, de valeur performative, sont justement ceux qui prennent le dessus sur la fonction dénotative tant chez les Ohos et les Ouhas que dans le pagolak.

Une section des Jardins de corail est dédiée à un problème du même type que celui que rencontre Botherby avec le pagolak, la traduction de formules magiques. Malinowski prend le parti de les rendre dans une « version anglaise rythmique et élaborée du texte indigène », estimant que « dans la version originale, le langage magique, avec sa richesse d'effets phonétiques, rythmiques, métaphoriques et allitératifs, avec ses cadences bizarres et ses répétitions, a un caractère prosodique qu'il est indispensable de rendre au lecteur », sans pour autant prendre trop de libertés avec lui, une difficulté qu'il résume en considérant qu'elle est celle de la traduction de mots dépourvus de signification, ou plus exactement de mots dont la fonction n'est pas liée à leur signification mais à une « influence magique que ces mots sont censés exercer ». Soulignant que, conformément à sa théorie de la « communion phatique », le sens de tout propos est « le changement effectif qu'il est censé apporter dans le contexte de la situation où il est proféré », Malinowski met en avant deux aspects qui ont guidé son approche : le « coefficient de bizarrerie », qu'il appelle aussi « l'élément de non sens », c'est-à-dire le fait que certains mots sont destinés à ne pas être compris, qu'ils sont donc intrinsèquement intraduisibles ; et le « coefficient d'intelligibilité », c'est-à-dire le fait que certains mots appartiennent au langage courant et sont destinés à être compris : 

« La bizarrerie consiste pour une très grande part dans une forme artificielle, dans l'utilisation non conforme à la grammaire de certaines racines, dans les répétitions ou les accouplements [...] Le coefficient d'intelligibilité réside dans le fait que les formulations les plus étranges se réfèrent directement ou indirectement au sujet sur lequel porte la magie. »

### Trope du vocabulaire pauvre

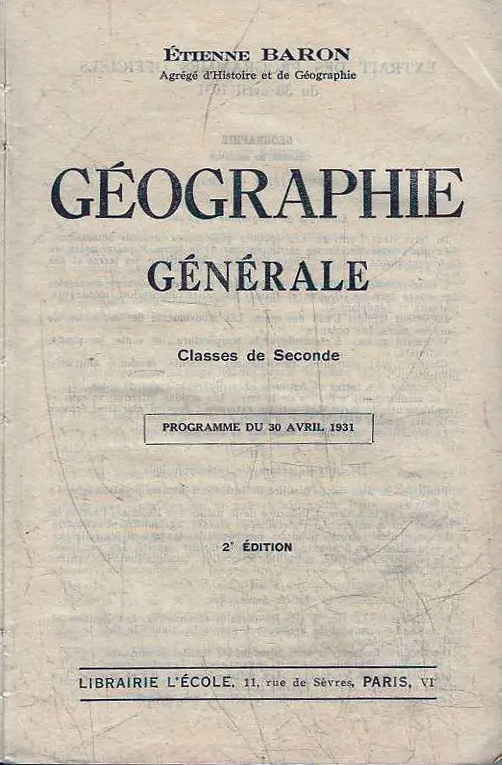
Couverture de la Géographie générale de Baron (1937).

Dans La Vie mode d'emploi, la référence à Malinowski a surtout pour objet de donner un effet de réalité au désir d'exotisme d'Appenzzell, en l'inscrivant dans le contexte de la méthode d'observation participante, que Malinowski développe dans les Argonautes du Pacifique occidental, quand bien même la référence ethnologique de Perec est peut-être plutôt le Lévi-Strauss de Tristes Tropiques. D'une manière plus générale, Perec se montre plutôt intéressé dans sa pratique d'écriture par l'application au quotidien d'une approche anthropologique : 

« Peut-être s'agit-il de fonder enfin notre propre anthropologie : celle qui parlera de nous, qui ira chercher en nous ce que nous avons si longtemps pillé chez les autres. Non plus l'exotique, mais l'endotique. »

 Toutefois, comme l'observe Isabelle Dangy, ce privilège de l'endotique n'exclut pas, dans un contexte romanesque, le recours à une « ethnologie fictive, utopique et semi-parodique » comme celle développée dans W ou le Souvenir d'enfance, achevé en 1975 juste avant que Perec ne parte à Montréal pour y collaborer au commentaire de Ahô... au cœur du monde primitif. En outre, comme il le revendique dans un entretien de 1976, Perec estime que les savoirs scientifiques n'ont qu'un rôle limité dans l'élaboration de ses fictions où ils interviennent « non pas en tant que vérité, mais en tant que matériel, ou machinerie, de l’imaginaire »,.

Sur le plan ethnolinguistique, les considérations d'Appenzzell sont particulièrement proches de la situation que décrit Botherby chez les Ohos et les Ouhas : les Kubus, note l'ethnologue de Perec, utilisent « un vocabulaire extrêmement réduit, ne dépassant pas quelques dizaines de mots », un fait qui conduit Appenzzell à se demander si, « à l’instar de leurs lointains voisins les Papouas »,, les Kubus n'appauvrissent pas « volontairement leur vocabulaire, supprimant des mots chaque fois qu’il y avait un mort dans le village. Une des conséquences de ce fait était qu’un même mot désignait un nombre de plus en plus grand d’objets ». Cette notation est en fait une reprise de La Disparition où Perec cite à la dernière page, parmi d'autres citations qualifiées de « métagraphes », un manuel de géographie scolaire d'Étienne Baron datant de 1937 : 

« Chez les Papous le langage est très pauvre ; chaque tribu a sa langue et son vocabulaire s’appauvrit sans cesse parce qu’après chaque décès, on supprime quelques mots en signe de deuil. »

 Perec a probablement lu cette citation chez Barthes, qui la donne en 1966 dans Critique et Vérité en commentant : 

« Sur ce point, nous en remontrons aux Papous : nous embaumons respectueusement le langage des écrivains morts et refusons les mots, les sens nouveaux qui viennent au monde des idées : le signe de deuil frappe ici la naissance, non la mort. »

Ce trope sur la langue papoue, souvent repris ailleurs, contredit une notation constante des spécialistes des langues papoues. L'un des premiers, le révérend Samuel Macfarlane, s'inscrivant en faux contre l'opinion alors répandue selon laquelle les Papous n'avaient pas à proprement parler de langue, relevait au contraire que leurs langues sont « à certains égards supérieures à la nôtre », y compris sur le plan du vocabulaire, certaines disposant de mots « aussi précis dans leur sens que s'ils avaient été définis par Johnson ». Avec ce stéréotype, Appenzzell s'écarte des recommandations de son maître, Malinowski, qui, sur la base de son expérience de terrain auprès des Trobriandais, estime que « la multiplicité des usages de chaque mot n’est pas due à quelque phénomène négatif comme la confusion mentale, la pauvreté du langage, un usage pervers ou insouciant ».
Malinowski estime en effet qu'un même mot employé dans une variété de sens « remplit une fonction très précise », celle « d'introduire un élément familier dans une situation indéfinie ». Pour caractériser ce fait, Malinowski emploie non la notion de polysémie ou celle de métaphore, mais celle d'homonymie, en affirmant qu'il serait « erroné d'agglutiner tous les sens dans une catégorie confuse » et en blâmant « l'anthropologue en chambre » qui se contente de supposer une « mentalité pré-logique » sans « investiguer les différents sens [d'un mot] ou rechercher s'il ne s'agit pas de vrais homonymes, c'est-à-dire de mots différents ayant le même son ». Cette position a toutefois été critiquée : Edmund Leach qualifie « d'expédient désespéré » la « doctrine des homonymes » et Quine observe que Malinowski, souhaitant « épargner » aux Trobriandais une accusation de prélogicité, multiplie les traductions d'un même mot selon le contexte afin d'éviter toute contradiction,.

### Traduction interlinguale ou intralinguale?

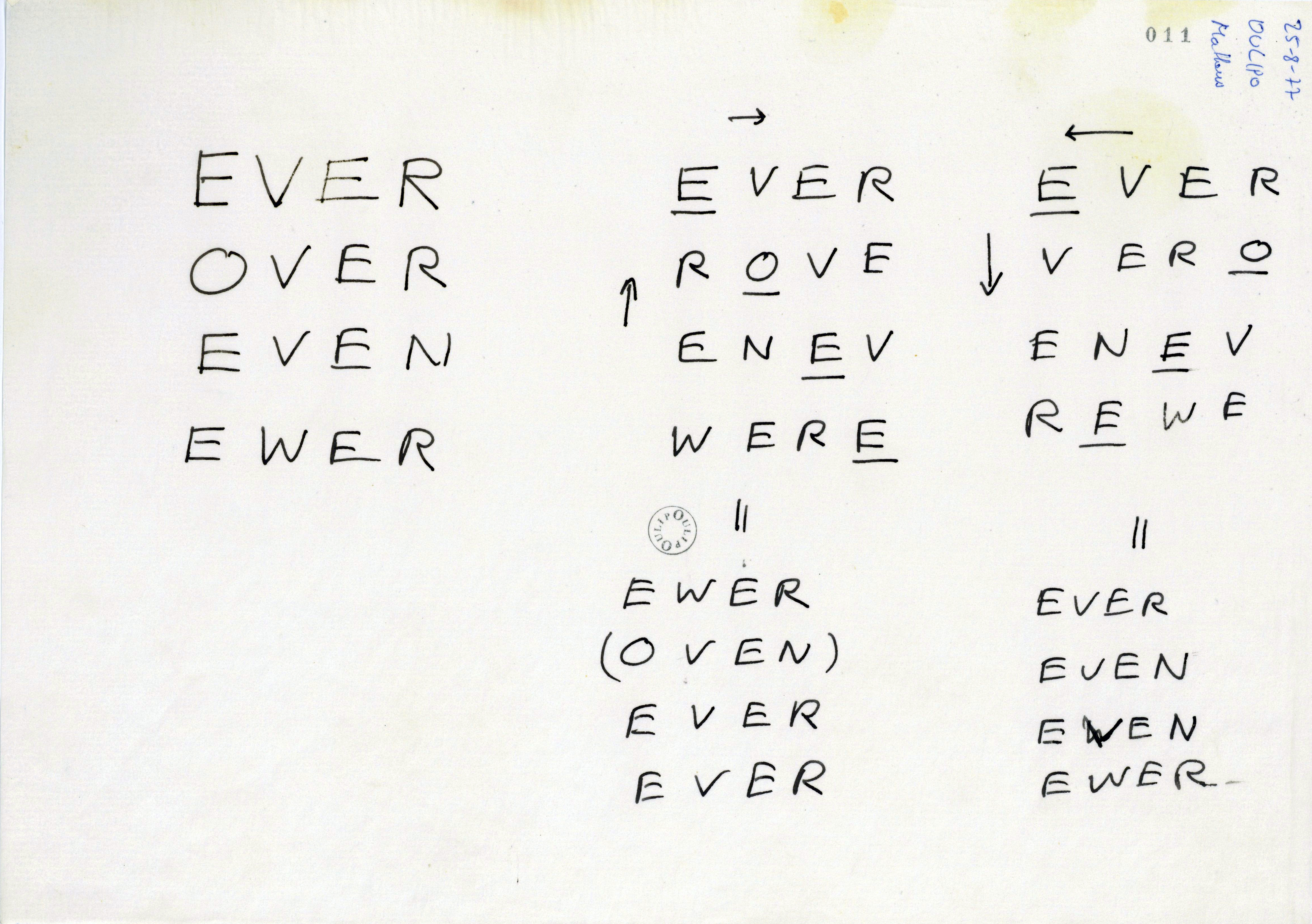
Schéma de l'algorithme de Mathews (1977), présenté par son auteur comme une méthode de production de texte par exploration des alternatives cachées, chaque mot étant considéré comme une banane à éplucher.

L'emploi que fait Mathews du terme de traduction n'est toutefois pas univoque et ne peut pas se réduire à la situation de la traduction interlinguale, la traduction d'une langue à l'autre, mais pourrait s'appliquer aussi à la traduction intralinguale, c'est-à-dire au sein d'une même langue.
Dans un essai intitulé À l'adresse des lauréats, il procède à deux réécritures d'une nouvelle de Franz Kafka, qu'il nomme des traductions. Dans l'une, il garde le vocabulaire et le sens de l'original, en altérant sa structure ; dans l'autre, il garde la structure intacte en modifiant le vocabulaire selon la méthode S+7. Il soutient que la seconde, qui semble fort éloignée de l'original et d'apparence « insensée », lui est en réalité fidèle parce qu'elle en garde la syntaxe, alors que la première « glisse lentement dans l'ennui ».
Si cet exemple est ambivalent, puisqu'il comporte aussi bien une dimension interlinguale (la traduction de Kafka en français) qu'une dimension intralinguale (la réécriture de celle-ci), la conception intralinguale de la traduction, au sein de la même langue, ressort nettement de l'article « traduction » de l'Oulipo Compendium, où Harry Mathews affirme que la traduction est « un principe central de la recherche oulipienne, mais non dans le sens habituel de ce terme ; les techniques oulipiennes de traduction sont utilisées au sein d'une même langue et chaque technique manipule un élément du texte qui a été artificiellement isolé de l'ensemble, qu'il s'agisse du sens, de la sonorité, de la grammaire ou du vocabulaire »,.
Mathews résume son point de vue pour la journaliste Lynne Tillman : « peut-être l'écriture n'est-elle rien d'autre qu'une traduction — au fond, une traduction qui ne veut pas être identifiée comme telle », une affirmation qui comporte deux aspects : d'une part, la position de l'écriture comme transformation, comme manipulation par le truchement de contraintes, une analyse partagée au sein de l'Oulipo,,, et d'autre part le choix personnel de Mathews de ne pas révéler les contraintes qu'il utilise, donnant ainsi l'impression de « suivre des règles venues d'ailleurs »,,, à l'instar de Raymond Queneau et à l'opposé de Perec (qui cependant ne les révèle pas toutes).

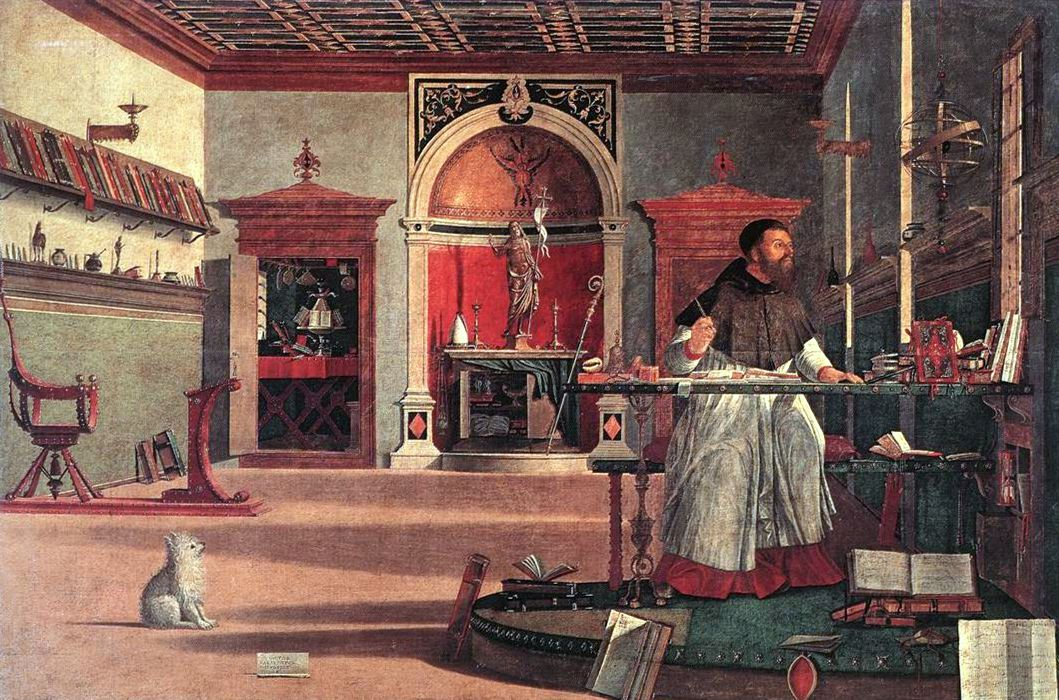
Le bichon maltais du tableau La Vision de saint Augustin de Carpaccio comme les enfants et les Oulipiens [veut] probablement jouer, mais il ne peut être sûr ni de cela ni de rien d'autre.

En ce sens, selon Bertrand Gervais, Le Dialecte de la tribu « semble parler, avec sa pratique du kalo gap pagolak, de traduction interlinguale, quand en fait, il ne parle vraiment que de traduction intralinguale, celle qui est au cœur de la pratique oulipienne ». C'est en ce sens qu'on peut lire l'affirmation du narrateur de la nouvelle : « On pourrait dire ainsi que, dans la mesure où l'écriture véritable est une forme de traduction, le texte à partir duquel elle opère est infiniment ardu puisqu'il s'agit de rien moins que de l'univers lui-même,. » Pour Gervais, la nouvelle de Mathews est un trompe-l'œil : 

« [Elle] parvient à confondre les critiques et théoriciens cédant à l’illusion de l’objet représenté. Peut-être, en raison d’un horizon d’attente exclusivement orienté vers la traduction et ses théories, l’artifice se révèle-t-il particulièrement puissant, et l’écran est pris pour la chose elle-même. L’hommage, avec son système allusif, prenant la forme d’un texte à caractère ethnologique avec une mise en récit déclinée à la manière d’un Raymond Roussel, est devenu un texte réaliste, et la traduction s’est métamorphosée d’une métaphore de l’écriture sous contrainte en véritable traduction interlinguale. »

Pour faire apparaître cette dimension de traduction intralinguale qui est à l’œuvre dans le pagolak, Thomas Beebee en souligne un aspect, le recours au palindrome. Il observe que le nom même de la méthode magique, kalo gap, est un palindrome de pagolak ; que les deux composants de la méthode, namalam (la fin) et namele (les moyens) sont des quasi-palindromes ; que nanmana (le rite initiatique) est une transformation analogique de namalan ; qu'au fur et à mesure que le texte avance vers sa conclusion les palindromes deviennent plus « monstrueux », ainsi nasavuloniputitupinoluvasan, un grand palindrome qui en contient un petit, tit, en son centre ; que l'exhortation finale, que le narrateur ne se donne plus la peine de traduire, est, elle aussi, palindromique ; qu'elle a, de nouveau, tit pour centre et qu'elle utilise, dans au moins un sens, tous les mots de pagolak précédemment employés : 

« Amak kalo gap eleman nama la n’kat tokkele sunawa setan amnan wnanisi sutu pakotisovulisanan unafat up lenumo kona kafe avanu lo se akina ba nasavuloniputitupinoluvasan (!!) abanika esolunava efaka nok omunel put afanu nansiluvo sitokap utu sis namu nanmana tes awa nuselek kot tak nalaman namele Pagolak kama,. »

Selon Bertrand Gervais, la dimension oulipienne du jeu intralingual prime, dans Le Dialecte de la tribu, sur le propos apparent concernant la traduction interlinguale : il s'agit non seulement d'un tribut à l'un des membres les plus éminents de l'Oulipo, Georges Perec, mais d'un texte « autoréflexif » sur l'Oulipo en tant que « communauté interprétative et littéraire », en tant que tribu, et sur son dialecte,. Au demeurant, comme l'observent Camille Bloomfield et Hermes Salceda, les deux dimensions de la traduction, interlinguale et intralinguale, se combinent dans la traduction de texte oulipien, visant à « produire dans la langue d’arrivée un effet comparable à celui produit par le texte source dans la culture de départ ». Telle est par exemple l'ambition de la traduction en italien par Umberto Eco des Exercices de style de Raymond Queneau, à propos de laquelle le traducteur affirme : « il faut plutôt que traduire, recréer dans une autre langue ».